# Selago centralis
Selago centralis är en flenörtsväxtart som beskrevs av O.M. Hilliard. Selago centralis ingår i släktet Selago och familjen flenörtsväxter. Inga underarter finns listade i Catalogue of Life.